# Bombylella plorans
Bombylella plorans är en tvåvingeart som först beskrevs av Mario Bezzi 1920.  Bombylella plorans ingår i släktet Bombylella och familjen svävflugor. Inga underarter finns listade i Catalogue of Life.